# Trường Đại học Kinh tế Công nghiệp Long An
Trường Đại học Kinh tế Công nghiệp Long An được thành lập tại Quyết định số 542/QĐ-TTg ngày 4/5/2007 của Thủ tướng Chính phủ.

## Lịch sử hình thành và phát triển
Trường Đại học Kinh tế Công nghiệp Long An được thành lập theo quyết định 542/QĐ-TTg ngày 4/5/2007 của Thủ Tướng Chính phủ, mã trường DLA, tên giao dịch tiếng Anh "Long An University of Economics and Industry". Văn phòng và trụ sở chính tại Long An (số 938, Quốc lộ 1, phường Khánh Hậu, thành phố Tân An, tỉnh Long An); Văn phòng đại diện tại Tp. Hồ Chí Minh (số 13, đường số 8, Lý Phục Man, KP 3, phường Bình Thuận, Quận 7, TP. HCM).
Là một Trường Đại học đa ngành gồm nhiều bậc hệ đào tạo đa dạng, Trường Đại học Kinh tế Công nghiệp Long An với nhiệm vụ trọng tâm là đào tạo, phát triển, cung ứng nguồn nhân lực có trình độ chuyên môn kỹ thuật chất lượng cao phục vụ cho công cuộc hội nhập kinh tế - xã hội của tỉnh Long An, Đồng bằng sông Cửu Long nói riêng và cả nước nói chung, vì mục tiêu công nghiệp hóa và hiện đại hóa đất nước.
Chất lượng đào tạo là điều được Ban giám hiệu trường quan tâm hàng đầu. Mục tiêu của trường là đào tạo một đội ngũ những người lao động có kỹ thuật, có kiến thức khoa học công nghệ hiện đại và có khả năng làm việc độc lập và sáng tạo, không những có đủ khả năng làm chủ về kiến thức thuộc chuyên ngành được đào tạo mà còn nắm bắt và đuổi kịp sự phát triển nhanh chóng của khoa học kỹ thuật và công nghệ thời đại, đáp ứng với những biến đổi toàn diện và sâu sắc trong một nền kinh tế hiện đại – nền kinh tế tri thức. Đội ngũ giảng viên cơ hữu của nhà trường là những giảng viên giỏi, nhiều kinh nghiệm, tâm huyết với nghề, trong đó, có nhiều giảng viên được đào tạo từ nước ngoài và cả người nước ngoài.
Qua chặng đường hình thành và phát triển, Các cử nhân và kỹ sư đào tạo tại trường là nguồn nhân lực góp phần vào công cuộc xây dựng và phát triển đất nước nói chung và tỉnh Long An nói riêng – một thành quả rất đáng tự hào của trường Đại học KTCN Long An trên con đường "Tri hành – Đạt nhân".
Năm 2007:
Ngày 4/5/2007: Trường Đại học Kinh tế Công nghiệp Long An được thành lập theo quyết định 542/QĐ-TTg do Thủ Tướng Chính phủ Nguyễn Tấn Dũng ký.
Năm 2009:
Trường tiếp tục được Liên hiệp các hội Khoa học kỹ thuật Việt Nam trao giải Doanh nghiệp tri thức ưu tú thời kỳ hội nhập.
Năm 2010:
Ngày 17/01/2010: Trường Đại học Kinh tế Công nghiệp Long An Vinh dự nhận cúp vàng ISO lần thứ V, do Ủy ban Khoa học Công nghệ và Môi trường của Quốc hội, Liên hiệp các hội UNESCO Việt Nam trao tặng tại Nhà hát Lớn, Hà Nội.
Ngày 26/02/2010: Trường được Viện Tiêu chuẩn Anh (British Standards Institution – BSI) cấp giấy chứng nhận Hệ thống Quản lý chất lượng ISO 9001: 2008Trường được Viện Tiêu chuẩn Anh (British Standards Institution – BSI) cấp giấy chứng nhận Hệ thống Quản lý chất lượng ISO 9001: 2008.
Năm 2011:
TS Lê Đình Viên - Hiệu trưởng nhà trường được trao tặng giải thưởng "Nhà lãnh đạo xuất sắc 2012".
Năm 2012:
Trường tổ chức Lễ Tốt nghiệp cho sinh viên khóa 1.
28/5/2012: UBND tỉnh Long An đã có văn bản số 1735/UBND-VX do Phó Chủ tịch UBND tỉnh Trần Hữu Phước ký, đồng ý cho Trường Đại học Kinh tế Công nghiệp Long An hợp tác với Đại học Vinh đào tạo thạc sĩ cho đội ngũ giáo viên, cán bộ quản lý giáo dục, ngành giáo dục đào tạo tỉnh nhà và các tỉnh vùng Đồng bằng sông Cửu Long.
Năm 2013:
Trường Đại học Kinh tế Công nghiệp Long An tham dự Hội thi Sáng tạo Kỹ thuật toàn quốc lần thứ 12 (2012-2013) và xuất sắc đạt giải nhì với giải pháp "Xây dựng và triển khai mạng cảm biến không dây phục vụ nông nghiệp chính xác". Giải pháp này nằm trong lĩnh vực Công nghệ thông tin, điện tử, viễn thông của tác giả TS. Lê Đình Tuấn (P.HT-Chủ nhiệm) và ThS. Thái Doãn Ngọc (thành viên).
Ngày 16/7/2013: Trường Đại học Kinh tế Công nghiệp Long An ra mắt Tạp chí Kinh tế- Công nghiệp theo giấy phép của Bộ Thông tin và Truyền thông số 230/GP-BTTTT, ngày 19 tháng 6 năm 2013.
Năm 2014:
Ngày 16/10/2014: Bộ Giáo dục & Đào tạo ra Quyết định số 4565/QĐ-BGDĐT giao nhiệm vụ cho Trường đào tạo Thạc sĩ ngành Kỹ thuật-Xây dựng.
Ngày 11/6/2014: Bộ Giáo dục và Đào tạo ra Quyết định số 2050/QĐ-BGDĐT cho phép Trường tuyển sinh và đào tạo ngành Kiến trúc trình độ đại học.
Năm 2015:
Ngày 12/10/2015: Bộ Giáo dục & Đào tạo ra Quyết định số 4327/QĐ-BGDĐT giao nhiệm vụ cho Trường đào tạo Thạc sĩ ngành Tài chính ngân hàng.
Tháng 12/ 2015: Trường Đại học Kinh tế Công nghiệp Long An đạt giải ba Hội thi Sáng tạo kỹ thuật tỉnh Long An với đề tài: "Nghiên cứu và xây dựng hệ thống điều khiển hệ thống chiếu sáng đèn thông minh đô thị, tiết kiệm năng lượng sử dụng mạng cảm biến không dây" do TS.Lê Đình Tuấn làm chủ nhiệm.
Năm 2016:
Ngày 10/8/2016: Bộ Giáo dục & Đào tạo ra Quyết định số 2751/QĐ-BGDĐT giao nhiệm vụ cho Trường đào tạo Thạc sĩ ngành Quản trị kinh doanh.
Ngày 30-01-2016, Chi bộ Trường Đại học Kinh tế Công nghiệp Long An chính thức nhận quyết định thành lập Đảng bộ cơ sở và ra mắt Ban chấp hành Đảng bộ.
Năm 2017:
Ngày 18/1/2017: Bộ Giáo dục và Đào tạo trao Quyết định số 214/QĐ – BGDĐT cho phép Trường Đại học Kinh tế Công nghiệp Long An đào tạo và tuyển sinh ngành Luật Kinh tế.
Ngày 6/5/2017: Trường Đại học Kinh tế Công nghiệp Long An tổ chức Lễ kỷ niệm 10 năm Xây dựng và Phát triển nhằm ghi nhận những thành quả đạt được của chặng đường xây dựng và phát triển 2007-2017, qua đó định hướng phát triển cho những chặng đường tiếp theo vì sự nghiệp trồng người và nhận Quyết định về việc Khen thưởng thành tích hoàn thành xuất sắc nhiệm vụ năm học 2016-2017 của UBND Tỉnh Long An.
Năm 2018:
Bộ Giáo dục và Đào tạo trao Quyết định số 1197/QĐ-BGDĐ cho phép Trường DLA đào tạo ngành Quản trị Dịch vụ Du lịch và Lữ hành.
Năm 2019:
Tháng 3-2019, Trường DLA tổ chức Hội thảo "Đổi mới phương pháp dạy và học trước tác động của cuộc cách mạng công nghiệp 4.0".
Năm 2020:
Vào tháng 1 năm 2020 nhà trường đã được công nhận là cơ sở giáo dục Đại học đại chuẩn chất lượng theo Bộ tiêu chuẩn chất lượng mới của Bộ GD&ĐT, khẳng định thương hiệu nhà trường đối với xã hội và hệ thống giáo dục Đại học trong cả nước.
Theo thông tin của Bộ giáo dục và Đào tạo [1], tính đến ngày 30/08/2020, chỉ có 148 trên tổng số 254 trường Đại học, Cao đẳng trong cả nước đã được công nhận đạt tiêu chuẩn chất lượng, trong đó chỉ có khoảng 15 trường Đại học và 8 trường cao đẳng đạt tiêu chuẩn chất lượng theo Bộ tiêu chuẩn chất lượng mới này khẳng định thương hiệu nhà trường đối với toàn xã hội và hệ thống giáo dục đại học trong cả nước.

Sinh viên Đại học KTCN Long An

#### Sứ mạng.
Là trường đại học đa ngành, đa lĩnh vực có sứ mạng đào tạo, cung cấp nguồn nhân lực có chất lượng; bồi dưỡng nhân tài; truyền bá tri thức, nghiên cứu phát triển, ứng dụng và chuyển giao các sản phẩm khoa học- công nghệ, góp phần phục vụ tốt sự nghiệp công nghiệp hóa- hiện đại hóa của tỉnh Long An và các tỉnh/thành trong khu vực Miền Nam. Phát triển theo định hướng ứng dụng, trở thành trường đại học đa ngành, đa lĩnh vực có uy tín trong nước và khu vực.

#### Tầm nhìn.
Đào tạo và hợp tác đào tạo đại học, sau đại học (thạc sĩ, tiến sĩ) theo hướng ứng dụng có uy tín, đạt tiêu chuẩn chất lượng trong nước và khu vực; tăng cường quan hệ hợp tác quốc tế về đào tạo, nghiên cứu khoa học, trao đổi giảng viên, học thuật và giao lưu văn hóa với các cơ sở giáo dục đại học trong và ngoài nước
Đến năm 2023 Trường Đại học Kinh tế Công nghiệp Long An phấn đấu đứng vào top 100 các trường đại học trong nước; đến năm 2030 đứng vào tóp 300 các trường đại học tốt nhất khu vực, người học có năng lự làm việc ở trong và ngoài nước

#### Giá trị văn hóa cốt lõi
Đổi mới và Sáng tạo;
Trung thực và trách nhiệm;
Nhiệt huyết và năng động;
Tư duy độc lập và phản biện;
Thích ứng môi trường làm việc quốc tế;
Ước mơ, khát vọng vươn tới đỉnh cao trí thức.

Tập thể giảng viên nhà trường.

Đội ngũ giảng viên của nhà trường có hơn 250 người là những giảng viên kinh nghiệm lâu năm và tâm huyết với nghề gồm 2 Giáo sư, 2 Phó Giáo sư, 2 Tiến sĩ khoa học, 31 Tiến sĩ và trên 70 Thạc sĩ.
Đội ngũ giảng viên cơ hữu của nhà trường là những giảng viên giỏi, nhiều kinh nghiệm, tâm huyết với nghề, trong đó, có nhiều giảng viên được đào tạo từ nước ngoài và cả người nước ngoài. Ngoài ra, sinh viên DLA còn được học tập kinh nghiệm thực tế từ đội ngũ giảng viên doanh nghiệp, những người có thâm niên trong lĩnh vực ngành nghề mà sinh viên đang học. Đây cũng là điểm nổi bật của DLA trong quá trình đào tạo bám sát yêu cầu và thực tiễn công tác. Đội ngũ giảng viên giàu kinh nghiệm và theo sát từng sinh viên trong suốt quá trình học với chương trình đào tạo tiên tiến, cập nhật kiến thức mới nhất đáp ứng chuẩn đầu ra và nhu cầu của xã hội.

Một góc khuôn viên trường.

Trường Đại học Kinh tế Công nghiệp Long An hiện nay có 2 cơ sở:
- Trụ sở chính: Số 938 Quốc lộ 1, phường Khánh Hậu, thành phố Tân An, tỉnh Long An.
- Văn phòng đại diện: Số 13, đường số 8, Khu Lý Thục Man, Phường Bình Thuận, Quận 7, thành phố Hồ Chí Minh

Cơ sở vật chất của trường được đầu tư từ cơ bản đến hiện đại giúp cho sinh viên dễ dàng tiếp thu bài trên lớp, ứng dụng lý thuyết đã học vào thực tế, phát huy tất cả khả năng, tư duy sáng tạo. Bên cạnh những phương pháp học truyền thống: tại lớp, phòng thực hành, thư viện, nhà trường còn trang bị cho sinh viên những phương pháp học hiện đại như thư viện điện tử tại trường và học mọi lúc mọi nơi qua hệ thống E-learning.
Cơ sở chính

Thư viện hiện đại, thoáng mát với hơn 5.000 đầu sách

Nhà hàng sinh viên

1. Hệ thống giảng đường lớp học, với sức chứa 5.000 sinh viên/ca, học ổn định, rộng rãi, thoáng mát với trang thiết bị giảng dạy hiện đại.
2. 80% phòng học được lắp máy chiếu cố định.
3. Trung tâm máy tính và thực hành 7 phòng(1 IT – 6 Phòng máy tính) với tổng số gần 500 máy.[3].
4. Thư viện [4] với diện tích 1500 m2, được đầu tư các trang thiết bị cao cấp gồm hệ thống server chuyên dụng, hệ thống mạng và các thiệt bị phụ trợ, hệ thống máy tính cấu hình mạnh phục vụ công tác và tra cứu tài liệu. Cơ sở dữ liệu điện tử phong phú. Hơn 8844 đầu sách, hơn 20.061 quyển sách, với 5.866 đầu sách điện tử và nhiều đầu tạp chí, các phòng đọc rộng rãi và cung cấp nhiều tài liệu học tập và tham khảo, tiếng Việt và tiếng nước ngoài[5].
5. Hệ thống thư viện điện tử với hơn 5.866 đầu sách, liên tục cập nhật, cung cấp những tài liệu và các giáo trình mới nhất[5].
6. Phòng thí nghiệm hiện đại với nhiều thiết bị tiên tiến.
7. Hệ thống E-learning cung cấp toàn bộ bài giảng, bài tập của giảng viên giúp sinh viên có thể học mọi lúc mọi nơi mà không bị giới hạn bởi không gian và thời gian đến lớp.
8. Hệ thống mạng Internet và Wifi tốc độ cao bao phủ toàn khuôn viên trường giúp sinh viên có thể truy cập Internet phục vụ việc học tập và nghiên cứu.
9. Mỗi sinh viên được cung cấp một tài khoản email trường để sử dụng và liên lạc.
10. Nhà hàng sinh viên [6] với phong cách phục vụ hiện đại, đạt tiêu chuẩn chất lượng, các món ăn ngon, đa dạng, phong phú.
11. Năm 2015 DLA đưa vào sử dụng ký túc xá với diện tích 1.664 m2 đáp ứng 600 chỗ ở cho sinh viên.

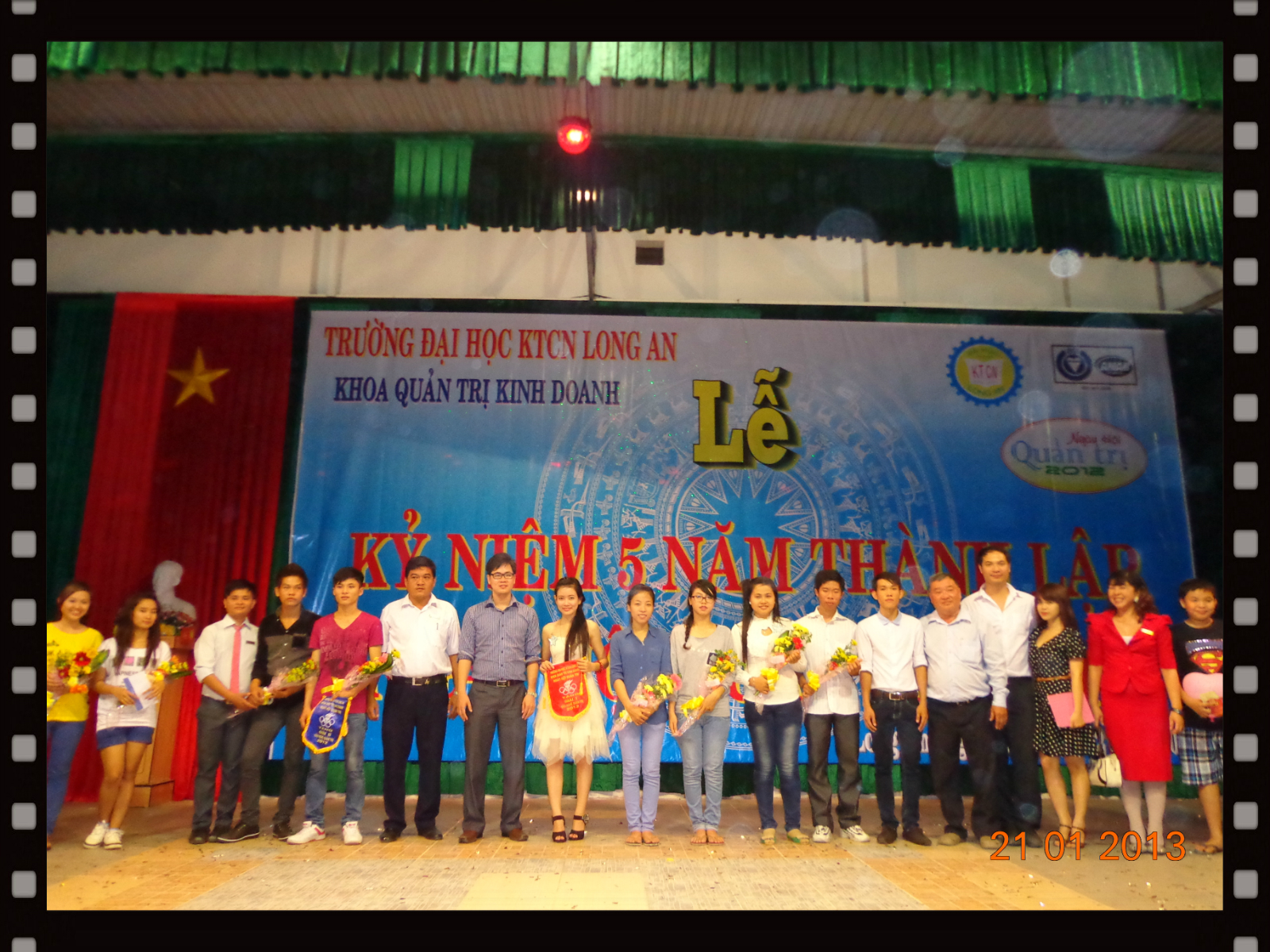
Ngày Hội Quản trị

Hiện nay trường đào tạo 2 hệ bao gồm: đại học, cao học

### Hệ cao học có 3 ngành đào tạo
- Thạc sĩ Quản trị Kinh doanh
- Thạc sĩ Tài chính Ngân hàng
- Thạc sĩ Kỹ thuật Xây dựng

### Hệ đại học có 11 ngành đào tạo

#### Luật kinh tế[8]:
Luật kinh tế là một bộ phận của pháp luật về kinh tế, là hệ thống các quy phạm pháp luật do nhà nước ban hành để điều chỉnh các quan hệ kinh tế phát sinh trong quá trình tổ chức và quản lý kinh tế của nhà nước và trong quá trình sản xuất kinh doanh giữa các chủ thể kinh doanh với nhau.
Cử nhân luật: đào tạo sinh viên nắm vững kiến thức chung về nhà nước và pháp luật; các kiến thức chuyên ngành luật kinh tế,pháp luật về thương mại hàng hóa và thương mại dịch vụ; pháp luật về hợp đồng kinh doanh thương mại; pháp luật về thương mại quốc tế; pháp luật về chứng khoán và thị trường chứng khoán; pháp luật về đầu tư; pháp luật về cạnh tranh; pháp luật về tài chính, ngân hàng; pháp luật về kinh doanh bất động sản. Có khả năng tiếp tục học tập và nghiên cứu ở bậc sau đại học trình độ thạc sĩ, tiến sĩ.
Sinh viên học ngành luật Trường Đại học Kinh tế Công nghiệp Long An có năng lực lập kế hoạch điều phối, phát huy trí tuệ; có năng lực đánh giá và cải tiến các hoạt động chuyên môn, có năng lực dẫn dắt về chuyên môn, nghiệp vụ đã được đào tạo; có sáng kiến trong quá trình thực hiện nhiệm vụ được giao; có khả năng tự định hướng, thích nghi với môi trường làm việc khác nhau.
Ngoài các kiến thức nên tảng, tổng quan sinh viên học ngành luật kinh tế còn được trang bị kỹ năng khác như kỹ năng giao tiếp, kỹ năng lập kế hoạch, kỹ năng quản lý thời gian...
Các môn chuyên ngành quan trọng: Pháp luật đại cương; Luật doanh nghiệp; Luật thương mại; Luật cạnh tranh; Luật sở hữu trí tuệ; Luật đầu tư; Thủ tục đăng ký doanh nghiệp và thủ tục đầu tư; Pháp luật kinh doanh bất động sản; Pháp luật đầu tư xây dựng.

#### Kiến trúc[9]:
Kiến trúc là một ngành nghệ thuật và khoa học về tổ chức sắp xếp không gian, lập hồ sơ thiết kế các công trình kiến trúc. Người thực hiện các công việc đó được gọi là Kiến trúc sư, sẽ trực tiếp tham gia vào quá trình thiết kế mặt bằng, không gian, cấu trúc của một công trình và cung cấp những giải pháp về kiến trúc thuộc các lĩnh vực xây dựng khác nhau xuất phát từ nhu cầu thực tế của con người như nơi ăn ở, làm việc, vui chơi, đi lại... Một kiến trúc sư giỏi là người biết cách dung hòa hai yếu tố nghệ thuật và khoa học để kiến tạo ra những sáng tạo nghệ thuật độc đáo trên cơ sở kỹ thuật chính xác.
Sinh viên đến với ngành Kiến trúc sẽ được trang bị đầy đủ các kiến thức và kỹ năng về kiến trúc mỹ thuật như công tác quy hoạch, thiết kế đô thị, nguyên lý thiết kế, kỹ thuật mô hình, cấu tạo, kết cấu công trình... sinh viên sẽ được kết hợp học lý thuyết với làm đồ án theo từng môn học, qua đó có thể dễ dàng vận dụng các kiến thức đã học vào việc thiết kế các thể loại công trình cụ thể.
Các môn chuyên ngành quan trọng: Vật lý kiến thức; Tin học ứng dụng; Kỹ thuật thể hiện mô hình - vật liệu; Nguyên lý kiến trúc; Kết cấu công trình và vật liệu xây dựng; Phương pháp luận sáng tạo; Phương pháp sáng tác kiến trúc.

#### Quản trị kinh doanh[10]:
Quản trị kinh doanh là việc thực hiện các hành vi quản trị quá trình kinh doanh để duy trì, phát triển công việc kinh doanh của doanh nghiệp, bao gồm việc cân nhắc, tạo ra hệ thống, quy trình và tối đa hóa "hiệu suất", "quản lý hoạt động kinh doanh" bằng quá trình tư duy và ra quyết định của nhà quản lý.
Sinh viên quản trị kinh doanh sẽ được trang bị những kiến thức và kỹ năng chuyên sâu để lãnh đạo, quản lý, điều hành một doanh nghiệp như quản trị dự án, quản trị nguồn nhân lực, quản trị tài chính, quản trị Marketing...có nghiệp vụ về thống kê, kế toán, kiểm toán, điều hành văn phòng.
Ngoài các kiến thức nên tảng, tổng quan sinh viên học ngành quản trị kinh doanh còn được trang bị kỹ năng khác như kỹ năng giao tiếp, kỹ năng lập kế hoạch, kỹ năng quản lý thời gian...
Chương trình đào tạo gồm các chuyên ngành: Quản trị doanh nghiệp; Quản trị Marketing; Quản trị rủi ro; Quản trị dự án; Nghệ thuật lãnh đạo; Quản trị tài chính; Quản trị vận hành ; Quản trị Logistic; Thống kê kinh doanh; Thương mại quốc tế.

#### Tài chính ngân hàng[12]:
Tài chính ngân hàng là kinh doanh về lĩnh vực tiền tệ thông qua ngân hàng và các công cụ tài chính được ngân hàng phát hành nhằm bảo lãnh, thanh toán, chi trả trong nội địa và quốc tế.
Sinh viên ngành Tài chính ngân hàng được cung cấp kiến thức về lĩnh vực phân tích tài chính và đầu tư trên thị trường vốn, thị trường tiền tệ trong quá trình toàn cầu hóa; Nắm bắt kiến thức vững chắc về thực hành các nghiệp vụ trong ngân hàng thương mại hiện đại; có chuyên môn sâu về phân tích, dự báo liên quan đến tài chính, tiền tệ nhằm đưa ra quyết định trong quản trị tài chính.
Bên cạnh đó, người học còn được rèn luyện về bản lĩnh và khả năng tự nghiên cứu khi gặp vấn đề mới, đối đầu và ứng biến nhạy bén khi có rủi ro phát sinh liên quan đến tài chính, tiền tệ. Gồm các chuyên ngành: Tài chính doanh nghiệp; Tài chính quốc tế; Thị trường chứng khoán; Thẩm định tín dụng; Kinh doanh ngoại hối; Quản trị ngân hàng thương mại; Quản trị rủi ro tài chính; Luật kinh tế; Thẩm định dự án đầu tư.

#### Kế toán - Kiểm toán[14]:
Kế toán là công việc ghi chép, thu nhận, xử lý và cung cấp các thông tin về tình hình hoạt động tài chính của một tổ chức, một doanh nghiệp, một cơ quan nhà nước, một cơ sở kinh doanh tư nhân...Đây là một bộ phận đóng vai trò quan trọng trong lĩnh vực quản lý kinh tế. Từ quản lý ở phạm vi từng đơn vị, cơ quan, doanh nghiệp cho đến quản lý ở phạm vi toàn bộ nền kinh tế.
Sinh viên Kế toán sẽ được cung cấp kiến thức về khung pháp lý của kế toán, hệ thống chuẩn mực kế toán Việt Nam và chuẩn mực kế toán quốc tế; các quy định về đạo đức nghề nghiệp của kế toán; kiến thức về thu thập, xử lý, kiểm tra và cung cấp thông tin về tình hình tài chính, hiệu quả hoạt động kinh doanh thông qua các nghiệp vụ của kế toán: tính phí, làm dự toán, phân bổ ngân sách, quản lý doanh thu theo sát các kế hoạch kinh doanh của doanh nghiệp.
Ngoài các kiến thức nên tảng, tổng quan sinh viên học ngành kế toán còn được trang bị kỹ năng khác như kỹ năng giao tiếp, kỹ năng lập kế hoạch, kỹ năng quản lý thời gian... Kỹ năng tiếng Anh liên quan đến lĩnh vực kế toán, kiểm toán. Các môn chuyên ngành quan trọng: Nguyên lý kế toán; Kế toán doanh nghiệp; Kế toán quản trị; Kiểm toán; Thanh toán quốc tế; hệ thống thông tin kế toán; Phân tích báo cáo tài chính; Kế toán ngân hàng thương mại; Kế toán công trình.

#### Công nghệ kỹ thuật xây dựng:[16]
Ngành xây dựng là ngành chuyên về lĩnh vực tư vấn, thiết kế, tổ chức thi công, quản lý giám sát và nghiệm thu các công trình xây dựng dân dụng, công trình xây dựng công nghiệp phục vụ đời sống con người như: nhà cao tầng, bệnh viện, trường học, nhà xưởng, trung tâm thương mại,...
Sinh viên ngành xây dựng được trang bị các kỹ năng mềm, làm việc nhóm, kỹ năng giao tiếp, kỹ năng giải quyết vấn đề, sáng tạo và được trang bị kiến thức cơ sở cần thiết để có thể tiếp tục tham gia các công việc nghiên cứu khoa học và tiếp thu học tập ở các cấp độ đào tạo cao hơn.
Các môn chuyên ngành quan trọng: Sức bền vật liệu; Vật liệu xây dựng; Kiến trúc xây dựng; Nền và móng; Kết cấu thép; Kết cấu bê tông; Cấp thoát nước; Máy xây dựng; Tổ chức thi công; An toàn lao động.

#### Công nghệ thông tin[18]:
Chương trình đào tạo ngành Công nghệ thông tin nhằm trang bị cho sinh viên những kiến thức cơ bản để phát triển toàn diện; Nắm vững lý thuyết, thành thạo các kỹ năng cơ bản của ngành CNTT, có thể giải quyết được các vấn đề chuyên môn thuộc lĩnh vực CNTT. Có khả năng đọc hiểu tài liệu chuyên môn bằng tiếng Anh, đồng thời có thể thích ứng với sự thay đổi của khoa học công nghệ.
Các môn chuyên ngành quan trọng: Các ngôn ngữ lập trình; Kiểu thử phần mềm; Mạng máy tính và truyền thông; Thiết kế đồ họa; Thương mại điện tử; Hệ thống thông tin; An toàn thông tin; Kỹ thuật truyền số liệu; Mạng máy tính nâng cao.

#### Ngôn ngữ Anh[19]:
Đào tạo Cử nhân Anh văn, là ngành học nghiên cứu về các phương pháp học tập loại ngôn ngữ phổ biến là tiếng Anh, đồng thời đây còn là ngành học nghiên cứu về lịch sử, con người, văn hóa của các quốc gia, dân tộc sử dụng tiếng Anh trên thế giới.
Ngôn ngữ Anh là ngôn ngữ chung của toàn cầu, hiện có 50 quốc gia sử dụng tiếng Anh là ngôn ngữ chính, gần 80 quốc gia sử dụng tiếng Anh là ngôn ngữ thứ 2.
Là ngôn ngữ thông dụng trên toàn thế giới nên việc sở hữu trong tay ngôn ngữ toàn cầu này được coi là chìa khóa vàng thời hội nhập cho mỗi cá nhân muốn thành công trong công việc.
Sinh viên ngành Ngôn ngữ Anh sẽ được đào tạo kiến thức nền tảng về ngôn ngữ, văn hóa, lịch sử.... nước Anh và các nước sử dụng tiếng Anh. Sở hữu kiến thức này, sinh viên sẽ làm chủ và sử dụng tiếng Anh thành thạo; đồng thời trang bị thêm các kiến thức bổ trợ về kinh tế, tài chính ngân hàng, nhà hàng khách sạn, xuất nhập khẩu, quan hệ quốc tế,... để đáp ứng yêu cầu của nền kinh tế trên bước đường hội nhập quốc tế.
Các môn chuyên ngành quan trọng: Văn học Anh - Mỹ; Văn hóa Anh - Mỹ; Biên dịch Anh - Việt; Biên dịch Việt - Anh; Tiếng Anh giao tiếp kinh doanh; Phiên dịch thương mại; Tiếng anh Tài chính - Ngân hàng; Tiếng Anh du lịch.

#### Quản trị Dịch vụ Du lịch và Lữ hành:
Quản trị dịch vụ du lịch và lữ hành là ngành học năng động, bao gồm quá trình quản lý và điều hành du lịch, chịu trách nhiệm phân công công việc cho các hướng dẫn viên du lịch; nhận thông tin để phối hợp với các bộ phận, cơ quan chức năng giải quyết những phát sinh, thiết kế các chương trình du lịch, sự kiện liên quan đến du lịch... Bên cạnh đó, ngành Quản trị dịch vụ du lịch và lữ hành được xem là ngành "công nghiệp không khói", một ngành kinh tế mũi nhọn và giàu tiềm năng nhất của thế kỷ trong xu hướng toàn cầu hóa hiện nay.
Học ngành Quản trị dịch vụ du lịch và lữ hành, các bạn sinh viên sẽ được cung cấp kiến thức tổng quan về du lịch như: địa lý du lịch, văn hóa, khoa học quản lý, quản trị kinh doanh, tâm lý và tập quán của du khách trong nước và quốc tế, các kỹ năng nghiệp vụ về hướng dẫn du lịch, thiết kế tour, quản lý và điều hành tour, thiết kế và quản trị sự kiện du lịch.
Các môn chuyên ngành quan trọng: Văn hóa tổ chức; Kinh tế du lịch; Marketing du lịch; Du lịch tôn giáo và tín ngưỡng; PR và truyền thông sự kiện; Phong tục - Tập quán - Lễ hội - Truyền thống; Quản trị lữ hành; Địa lý du lịch; Quản trị sự kiện, hướng dẫn du lịch.

#### Quản trị Công nghệ truyền thông:
Quản trị công nghệ truyền thông là ngành học nghiên cứu về quá trình sản xuất truyền thông thông qua các công nghệ hiện đại. Cụ thể là sản xuất phim điện ảnh, chương trình truyền hình, phim quảng cáo, phim ngắn, tiểu phẩm... và quá trình kinh doanh truyền thông như kinh doanh và marketing phim ảnh, chương trình, nội dung, quảng cáo...
Ứng dụng công nghệ thông tin trong các lĩnh vực về truyền thông. Mục tiêu đào tạo của ngành là trang bị giúp sinh viên vận dụng các kiến thức, kỹ năng về công nghệ thông tin, kỹ năng về sản xuất, phát triển, quản trị và kinh doanh các sản phẩm truyền thông phục vụ cho nhu cầu công việc tại các cơ quan báo chí, đài phát thanh, truyền hình, công ty quảng cáo, tổ chức sự kiện, giải trí đa phương tiện...
Một số môn học tiêu biểu các bạn sinh viên sẽ được trải nghiệm khi tham gia học ngành Quản trị Công nghệ truyền thông như: Phương pháp quảng cáo; Tổ chức sự kiện truyền thông; Kỹ năng phỏng vấn; Kỹ năng dẫn chương trình; Kỹ thuật dựng hình và ghi hình,...

#### Marketing:
Marketing là hình thức không thể thiếu trong kinh doanh, bao gồm tất cả các hoạt động hướng đến khách hàng nhằm thỏa mãn nhu cầu, mong muốn của họ thông qua quá trình giới thiệu sản phẩm, phát triển thương hiệu. Mục tiêu của Marketing đó chính là trở thành chiếc cầu nối vững chắc giữa doanh nghiệp và khách hàng. Sinh viên học ngành Marketing tại Trường Đại học Kinh tế Công nghiệp Long An được chú trọng phát triển các kỹ năng chuyên môn như: phân tích, dự báo nhu cầu thị trường, tổ chức thực hiện và quản lý các hoạt động nghiên cứu thị trường, xây dựng chiến lược phát triển và quản trị thương hiệu, nghiên cứu hành vi tiêu dùng và nhu cầu khách hàng, xây dựng kế hoạch truyền thông marketing,...
Một số học phần chuyên ngành tiêu biểu như sau: Digital Marketing; Nghiên cứu Marketing; Marketing quốc tế; Marketing kinh doanh; Marketing dịch vụ; Internet marketing; Mô phỏng marketing; Quản trị lực lượng bán hàng; Quản trị thương hiệu; Quản trị và phát triển sản phẩm mới; Quản trị kênh phân phối; Chiến lược định giá.

Hiệu trưởng nhà trường, Tiến sĩ Lê Đình Viên nhận cúp vàng Thương hiệu - Nhãn hiệu và cúp vàng Doanh nhân Tâm Tài.

Đội bóng đá trường giành giải ba toàn quốc VTC Cup

Sinh viên ĐH KTCN Long An với các hoạt động xã hội tiêu biểu

### Các trung tâm
1. Trung tâm Đào tạo thường xuyên
2. Trung tâm Ngoại ngữ - Tin học
3. Trung tâm Phục vụ trường học

### Các phòng ban chức năng
1. Phòng Quản lý đào tạo & Khảo thí
2. Phòng Tuyển sinh và Truyền thông
3. Phòng Tổ chức - Hành chính và Tồng hợp
4. Phòng Quan hệ Doanh nghiệp - Quan hệ quốc tế và Công tác sinh viên
5. Phòng Thanh tra Pháp chế
6. Phòng Sau Đại học - Liên kết đào tạo
7. Phòng Đảm bảo Cơ sở vật chất
8. Phòng Khoa học Công nghệ
9. Phòng Kế toàn - Tài chính
10. Phòng Đảm bảo chất lượng

### Các khoa
1. Khoa Khoa học xã hội và Ngôn ngữ quốc tế
2. Khoa Kinh tế và Kinh doanh quốc tế
3. Khoa Công nghệ
4. Khoa Kế toán

- Tháng 8/2008, Trường nhận Cúp vàng thương hiệu nhãn hiệu do Phó chủ tịch Quốc hội Nguyễn Thị Doan trao tặng.
- Năm 2009, Trường tiếp tục được Liên hiệp các hội Khoa học kỹ thuật Việt Nam trao giải Doanh nghiệp tri thức ưu tú thời kỳ hội nhập.
- Trường Đại học Kinh tế Công nghiệp Long An Vinh dự nhận cúp vàng ISO lần thứ V, do Ủy ban Khoa học Công nghệ và Môi trường của Quốc hội, Liên hiệp các hội UNESCO Việt Nam trao tặng ngày 17 tháng 1 năm 2010 tại Nhà hát Lớn, Hà Nội.
- Trường được Viện Tiêu chuẩn Anh (British Standards Institution – BSI) cấp giấy chứng nhận Hệ thống Quản lý chất lượng ISO 9001:2008, vào ngày 26/02/2010.
- Bằng khen của Tổng công ty bảo hiểm Bảo Việt về thành tích "Thực hiện tốt chính sách bảo hiểm y tế, bảo hiểm học sinh".
- Bằng khen của Ủy ban nhân tỉnh Long An năm 2010,2011,2012,2013,2014,2015,2016,2017
- Bằng khen của Bộ Giáo dục và Đào tạo năm 2012, 2014, 2017

1. ↑  "Thêm 2 giáo sư về công tác tại Đại học Kinh tế Công nghiệp Long An". Bản gốc lưu trữ ngày 18 tháng 10 năm 2015. Truy cập ngày 7 tháng 1 năm 2013.
2. ↑  Giới thiệu cơ sở vật chất, Đại học KTCN Long An Lưu trữ ngày 28 tháng 1 năm 2013 tại Wayback Machine.
3. ↑  Misa.com.vn
4. ↑  "Thư viện đại học Long An". Bản gốc lưu trữ ngày 6 tháng 1 năm 2020. Truy cập ngày 25 tháng 5 năm 2021.
5. 1 2  "Thư viện điện tử DLA - daihoclongan.edu.vn". Bản gốc lưu trữ ngày 26 tháng 1 năm 2013. Truy cập ngày 7 tháng 1 năm 2013.
6. ↑  Nhà hàng sinh viên[liên kết hỏng], Đại học Long An
7. ↑  "Thông tin tuyển sinh - Bộ GDĐT". Bản gốc lưu trữ ngày 23 tháng 9 năm 2012. Truy cập ngày 8 tháng 1 năm 2013.
8. ↑  "Ngành Luật Kinh Tế - Đại học Kinh tế Công nghiệp Long An". Bản gốc lưu trữ ngày 1 tháng 3 năm 2018. Truy cập ngày 1 tháng 3 năm 2018.
9. ↑  "Ngành Kiến trúc - Đại học Kinh Tế Công nghiệp Long An". Bản gốc lưu trữ ngày 1 tháng 3 năm 2018. Truy cập ngày 1 tháng 3 năm 2018.
10. ↑  "Ngành QTKD - Đại học Kinh Tế Công nghiệp Long An". Bản gốc lưu trữ ngày 1 tháng 3 năm 2018. Truy cập ngày 1 tháng 3 năm 2018.
11. ↑  Giới thiệu ngành Quản trị Kinh doanh[liên kết hỏng]
12. ↑  "Ngành TCNH - Đại học Kinh Tế Công nghiệp Long An". Bản gốc lưu trữ ngày 1 tháng 3 năm 2018. Truy cập ngày 1 tháng 3 năm 2018.
13. ↑  Giới thiệu ngành Tài chính ngân hàng[liên kết hỏng]
14. ↑  "Ngành Kế toán - Kiểm toán - Đại học Kinh tế Công nghiệp Long An". Bản gốc lưu trữ ngày 1 tháng 3 năm 2018. Truy cập ngày 1 tháng 3 năm 2018.
15. ↑  Giới thiệu ngành Kế toán - Kiểm toán[liên kết hỏng]
16. ↑  "Ngành Xây dựng - Đại học Kinh tế Công nghiệp Long An". Bản gốc lưu trữ ngày 1 tháng 3 năm 2018. Truy cập ngày 1 tháng 3 năm 2018.
17. ↑  - Giới thiệu ngành Công nghệ kỹ thuật xây dựng[liên kết hỏng]
18. ↑  "Ngành CNTT - Đại học Kinh tế Công nghiệp Long An". Bản gốc lưu trữ ngày 1 tháng 3 năm 2018. Truy cập ngày 1 tháng 3 năm 2018.
19. ↑  "Ngành Tiếng Anh - Đại học Kinh tế Công nghiệp Long An". Bản gốc lưu trữ ngày 1 tháng 3 năm 2018. Truy cập ngày 1 tháng 3 năm 2018.